# Koritnica (Krško, Slovenija)
Koritnica je naselje u Općini Krško u istočnoj Sloveniji. Koritnica se nalazi u pokrajini Dolenjskoj i statističkoj regiji Donjoposavskoj. 

## Stanovništvo
Prema popisu stanovništva iz 2002. godine Koritnica je imala 25 stanovnika.

## Vanjske poveznice
- Satelitska snimka naselja  Arhivirana inačica izvorne stranice od 29. srpnja 2017. (Wayback Machine)